# Бамби
Бамби (енгл. Bambi) је амерички анимирани филм из 1942. године у режији Дејвида Хенда. Настао је према књизи „Бамби, живот у шуми“ аустријског писца Феликса Салтена. Ово је пети дугометражни цртани филм рађен у продукцији компаније Волт Дизни. Наставак под називом Бамби II објављен је 2006.
Лик Бамбија нацртао је Тајрус Вонг.

## Радња
Радња се одвија у шуми где су све животиње узбуђене рођењем ланета Бамбија, који је називан „Принцем шуме“. Следећег дана, док хода уз своју маму, Бамби упознаје животиње у шуми. Постаје пријатељ са зецом Лупком (енгл. Thumper), а потом и са твором Цветом (енгл. Flower).
Једног јутра, Бамби са мамом одлази на ливаду, место које је и предивно и застрашујуће, јер на ливаду често долазе ловци, а ту нема зеленила где би се животиње могле сакрити. На ливади Бамби упознаје младу Фалину и свог оца „Великог Принца шуме“, а убрзо затим се сусреће и са човеком који је отерао све животиње да побегну у шуму.
Зима је стигла, Бамби и зец Лупко проживљавају авантуре на снегу. Више скоро и да нема хране у шуми, па Бамби и мама одлазе на ливаду где откривају мало траве, која најављује долазак пролећа. Али ловци су у шуми! Мама наређује Бамбију да бежи и да се не осврће. Док трче, чује се пуцањ. Недуго затим Бамби се налази на сигурном, али открива да нема његове маме. Долази Велики Принц и открива му да његова мама више не може бити са њим. Сада мора бити храбар и научити да се сам стара о себи.
С доласком пролећа животиње почињу да проналазе своје парове. Лупко и Цвет проналазе своје парове, а Бамби поново среће Фалину. Док они весело плешу кроз шуму долази други мужјак, Роно, који покушава да натера Фалину да оде са њим. Бамби одлучује да се бори са Роном и побеђује гурнувши га са литице у реку.
Те ноћи, Бамбија буди мирис дима. Отац му објашњава да су ловци поново у шуми и да сви морају бежати. Бамби се враћа да потражи Фалину коју јуре ловачки пси, бори се са њима и тако јој омогућава да побегне. Фалина је на сигурном, али Бамби бива устрељен док трчи. Проналази га његов отац и пожурује да устане како би побегли на мало острво на језеру где се налазе остале животиње.
Ново пролеће обнавља спаљену шуму. Све животиње су се окупиле око Фалине да поздраве два новорођена ланета. Бамби и његов отац посматрају ову сцену са брда и Велики Принц шуме се повлачи остављајући сину да заузме његово место.

## Гласови
- Боби Стјуарт као беба Бамби
- Дони Данаган као млади Бамби
- Харди Олбрајт као адолесцент Бамби
- Џон Садерланд као одрасли Бамби
- Пола Винслоу као Бамбијева мама и Фазан
- Питер Бен као млади Лупко
- Тим Дејвис као адолесцент Лупко и адолесцент Цвет
- Сем Едвардс као одрасли Лупко
- Стен Александер као млади Цвет
- Стерлинг Холовеј као одрасли Цвет
- Вил Рајт као Пријатељ Сова
- Ками Кинг као млада Фалина
- Ен Гилис као одрасли Фалина
- Фред Шилдс као Велики Принц Шуме
- Маргарет Ли као Гђа Кунић
- Мери Лансинг као Тетка Ена и Гђа Посум

## Награде и номинације
- Оскар (1943)

Филм је примио три номинације, у категоријама за најбољу музику, најбољи звук и најбољу оригиналну песму (Love is a Song).
- Златни глобус (1948)

Филм је освојио посебну награду Волт Дизнија.